# Virtualització de maquinari

Diagrama lògic de virtualització completa.

La virtualització de maquinari és la virtualització d'ordinadors com a plataformes de maquinari completes, determinades abstraccions lògiques dels seus components o només la funcionalitat necessària per executar diversos sistemes operatius. La virtualització amaga les característiques físiques d'una plataforma informàtica als usuaris, presentant en canvi una plataforma informàtica abstracta. En els seus orígens, el programari que controlava la virtualització s'anomenava "programa de control", però els termes "hipervisor " o "monitor de màquina virtual" es van anar preferint amb el temps.
Concepte
El terme "virtualització" es va encunyar a la dècada de 1960 per referir-se a una màquina virtual (de vegades anomenada "pseudomàquina"), un terme que data del sistema experimental IBM M44/44X. La creació i gestió de màquines virtuals també s'ha denominat "virtualització de plataformes", o "virtualització de servidors", més recentment.
La virtualització de la plataforma es realitza en una plataforma de maquinari determinada mitjançant un programari host (un programa de control), que crea un entorn informàtic simulat, una màquina virtual (VM), per al seu programari convidat. El programari convidat no es limita a les aplicacions d'usuari; molts hosts permeten l'execució de sistemes operatius complets. El programari convidat s'executa com si s'executés directament al maquinari físic, amb diverses advertències notables. L'accés als recursos físics del sistema (com ara l'accés a la xarxa, la pantalla, el teclat i l'emmagatzematge en disc) es gestiona generalment a un nivell més restrictiu que el processador amfitrió i la memòria del sistema. Sovint, els convidats tenen restriccions d'accés a dispositius perifèrics específics o poden estar limitats a un subconjunt de les capacitats natives del dispositiu, depenent de la política d'accés al maquinari implementada per l'amfitrió de virtualització.

## Motius de la virtualització
- En el cas de la consolidació de servidors, molts servidors físics petits es poden substituir per un servidor físic més gran per reduir la necessitat de recursos de maquinari més (costosos) com ara CPU i discs durs. Tot i que el maquinari es consolida en entorns virtuals, normalment els SO no ho són. En canvi, cada sistema operatiu que s'executa en un servidor físic es converteix en un sistema operatiu diferent que s'executa dins d'una màquina virtual. D'aquesta manera, el gran servidor pot "allotjar" moltes màquines virtuals "convidades". Això es coneix com a transformació física a virtual (P2V).
- A més de reduir els costos d'equips i mà d'obra associats al manteniment dels equips, la consolidació dels servidors també pot tenir l'avantatge afegit de reduir el consum d'energia i la petjada global en els sectors tecnològics ambientals i ecològics. Per exemple, un servidor típic s'executa a 425 W i VMware estimen una relació de reducció de maquinari de fins a 15:1.
- Una màquina virtual (VM) es pot controlar i inspeccionar més fàcilment des d'un lloc remot que una màquina física, i la configuració d'una màquina virtual és més flexible. Això és molt útil en el desenvolupament del nucli i per ensenyar cursos de sistemes operatius, inclòs l'execució de sistemes operatius heretats que no admeten el maquinari modern.
- Es pot subministrar una màquina virtual nova segons sigui necessari sense necessitat de comprar maquinari per endavant.
- Una màquina virtual es pot traslladar fàcilment d'una màquina física a una altra segons sigui necessari. Per exemple, un venedor que va a un client pot copiar una màquina virtual amb el programari de demostració al seu ordinador portàtil, sense necessitat de transportar l'ordinador físic. De la mateixa manera, un error dins d'una màquina virtual no perjudica el sistema amfitrió, per la qual cosa no hi ha risc que el sistema operatiu s'estavella a l'ordinador portàtil.
- A causa d'aquesta facilitat de reubicació, les màquines virtuals es poden utilitzar fàcilment en escenaris de recuperació de desastres sense preocupacions per l'impacte de les fonts d'energia renovades i defectuoses.